# Каррент, Брайан
Брайан Каррент (англ. Brian Current) — современный канадский академический композитор, дирижёр и педагог, работающий в области современной классической музыки. Для произведений Каррента характерны энергия и чувство юмора, с часто меняющимся тембром и темпом. Лауреат национальных и международных наград в области композиции, в том числе премии «Джуно» за лучшую классическую композицию года (2015, за оперу «Авиалиния „Икар“»).

## Биография
Родился в Лондоне (Онтарио), вырос в Оттаве. С пяти лет брал уроки игры на фортепиано, в девять лет присоединился к хору мальчиков англиканского собора Церкви Христовой в Оттаве. Подростком играл в местной рок-группе, в это время начав проявлять интерес к современной классической музыке. Получил степень бакалавра музыки в Макгиллском университете, где учился у Бенгта Хамбреуса и Джона Ри. По окончании университета в 1996 году продолжил музыкальное образование в Калифорнийском университете в Беркли, учился дирижерскому искусству у Дэвида Милнса, получил степень магистра в 1998 году и доктора философии в 2002 году. В 2000 году посещал летний семинар дирижерского искусства Национального центра искусств, где занятия вели Йорма Панула и Пинхас Цукерман.
Произведения Каррента звучали более чем в 35 странах мира. Среди его сочинений как произведения для симфонического оркестра, так и сольные и камерные композиции, включая камерные оперы. Авторские работы Каррента-композитора отличают энергия и чувство юмора, их характеризуют часто меняющиеся склад и тембр, а также колебания темпа, что заметно проявилось в таких сочинениях, как For the Time Being (1999) и Symphonies in Slanted Time (2005). В числе коллективов, исполнявших музыку Каррента, были Оркестр Радио CBC, Виннипегский, Индианаполисский, Монреальский и Эдмонтонский симфонические оркестры, Национальный Тайваньский симфонический оркестр, Варшавский филармонический оркестр, Грифон-трио.
Как дирижер сотрудничал с различными коллективами, в том числе с 2011 года — основной дирижер ансамбля Continuum. Сотрудничал с музыкальным коллективом Esprit Orchestra и различными учреждениями в области образования, популяризуя современную классическую музыку. Проявляя интерес к пропаганде академической музыки среди молодых слушателей, в 2006—2008 годах по заказу Алкеса Пока сочинил для Esprit Orchestra A Young Person’s Guide to New Music for Symphony Orchestra; произведение впервые прозвучало со сцены в 2010 году. В 2006—2007 учебном году преподавал композицию в Торонтском университете как приглашенный профессор, с 2006 года занимал должность художественного директора Ансамбля новой музыки Школы имени Гленна Гульда Королевской музыкальной консерватории. В 2010 году подготовил для Радио CBC серию концертов, посвященных музыке молодых композиторов.

## Награды и звания
- 1998 — 1-я премия международного конкурса Musik y Zabawa (Польша)[2]
- 1999 — премия Совета Канады по искусству имени Роберта Флеминга лучшему молодому композитору[1]
- 2001 — Гран-при Национального конкурса молодых композиторов CBC[1]
- 2003 и 2009 — премия Барлоу (США)[1]
- 2005 — стипендия Гуггенхайма[1]
- 2011 — премия FEDORA (Италия)[1] за произведение для камерного оркестра[3]
- 2012 — премия Совета Канады имени Виктора Мартина Линч-Стонтона[1]
- 2015 — премия «Джуно» за лучшую классическую композицию года (опера «Авиалиния „Икар“», англ. Airline Icarus)[4]
- 2015 — победа в первом национальном конкурсе Azrieli Music Project[4]
- 2018 — Премия Жюля Леже за новую камерную музыку (Shout, Sisyphus, Flock)[3]